# Quan quân
Quan quân (官軍 Kangun) hay Tân chính phủ quân là tên gọi thông dụng của quân đội chính quy trực thuộc triều đình và Thiên Hoàng ở Nhật Bản vào giai đoạn xảy ra cuộc chiến tranh Mậu Thìn và là tiền thân của quân đội Đế quốc Nhật Bản sau này. Danh xưng quân đội Thiên Hoàng trong lịch sử Nhật Bản được hình thành từ liên minh quân sự giữa các Phiên đảo Mạc cuối thời Bakumatsu, bắt nguồn từ tư tưởng tôn Hoàng, có ảnh hưởng rất lớn đối với sĩ khí toàn thể quân đội Nhật Bản các đời. Đối nghịch với nó là từ Tặc quân (quân giặc).

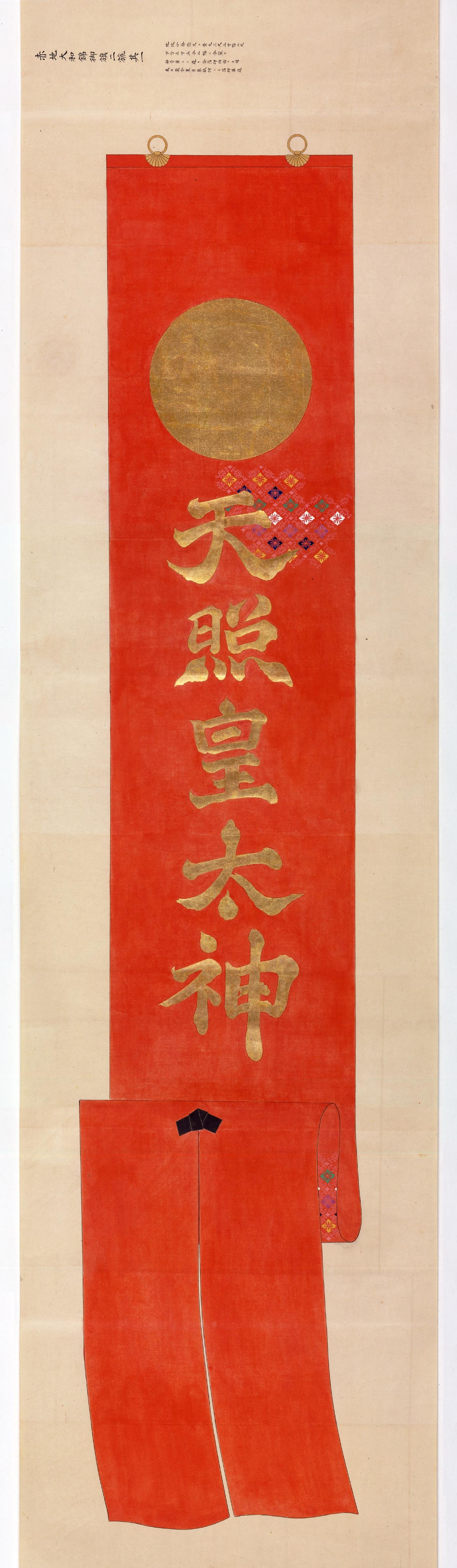
Hình vẽ miêu tả Cẩm Ngự kỳ là ngọn cờ của Quan quân.

Thế nhưng, lập trường của Quan quân và Tặc quân còn tùy thuộc vào tình hình biến động ra sao, ngoài ra nó còn là một khuynh hướng chiến lược lặp đi lặp lại xoay quanh người kế vị lẫn sắc thư của Thiên Hoàng và triều đình. Đồng thời nó còn xuất hiện trong các bài cuồng ca nhằm giễu cợt danh xưng đấy của dân chúng thời Edo. Về sau phát sinh ra câu tục ngữ "thắng làm quan quân, thua làm tặc quân" (tương tự câu "thắng làm vua, thua làm giặc" trong tục ngữ Việt Nam).